# Li Xiannian
Li Xiannian (李先念S, Lǐ XiānniànP, Li Hsien-nienW) (Hong'an, 23 giugno 1909 – Pechino, 21 giugno 1992) è stato un politico cinese. È considerato uno degli otto anziani del Partito Comunista Cinese.

## Biografia
Li entrò nel Partito Comunista Cinese all'epoca della guerra civile, nel 1927, e prese parte alla Lunga marcia nel 1934-1935 come commissario politico. Nel 1945 venne eletto per la prima volta nel Comitato centrale del Partito Comunista Cinese.
Con la vittoria comunista, nel 1949 Li venne nominato membro del Consiglio Militare Rivoluzionario del Popolo governatore dell'Hubei, carica che mantenne fino al 1954, quando venne chiamato a Pechino in qualità di ministro delle Finanze. Venne riconfermato in tale carica nel 1959. Nel 1956 entrò nell'Ufficio politico del Partito Comunista Cinese e nel 1958 fu promosso alla sua Segreteria.
Allo scoppio della Rivoluzione culturale nel 1966, Li fu criticato dalle guardie rosse e il posto di ministro delle Finanze rimase pressoché vacante almeno fino al 1969, quando Li fu rieletto nel Comitato Centrale e nell'Ufficio Politico del Partito. Nel 1975 fu nominato vice primo ministro e lo rimase fino al 1980.
A seguito della morte di Mao Zedong e dell'ascesa al potere di Hua Guofeng, Li nel 1977 divenne uno dei vicepresidenti del Partito e appoggiò subito la nuova linea implementata da Deng Xiaoping, che muoveva verso un'economia di mercato. Ciò permise a Li di restare in sella e, soprattutto, di rimanere vicepresidente quando il massimo vertice del Partito subì un rimpasto nel 1981.
Rieletto membro del Comitato permanente dell'ufficio politico del Partito Comunista Cinese nel 1982, nel 1983 Li Xiannian divenne anche presidente della Repubblica Popolare Cinese (la carica, abolita nel 1975 ma di fatto vacante dal 1968, era stata ricostituita l'anno prima). Li di fatto era però sottoposto a Deng, presidente della Commissione Militare Centrale e leader assoluto del Partito.
Li Xiannian si ritirò dal Comitato Centrale nel 1987 e l'anno successivo venne sostituito da Yang Shangkun alla presidenza della Repubblica. Ad ogni modo divenne presidente del Comitato Nazionale della Conferenza politica consultiva del popolo cinese, carica che detenne fino alla morte, avvenuta il 21 giugno 1992.